# 2001年第九号热带低气压
第九号热带低气压（Tropical Depression Nine）是2001年大西洋飓风季形成的第九个热带气旋，于2001年9月在中美洲引发轻度洪灾。气旋于9月19日经加勒比海西南部的东风波发展而成，之后没有显著强化便在成为热带气旋仅六小时后于9月20日清晨登陆尼加拉瓜的卡贝萨斯港。进入中美洲陆地上空后，低气压大幅消退，于当天消散，自始至终成为热带气旋的时间还不足24小时。风暴残留进入东太平洋，之后又发展成太平洋飓风朱丽叶。
第九号热带低气压造成的影响很小，陆地上测得的持续风速不超过每小时55公里，萨尔瓦多有三名儿童被倒塌的树木砸伤。此外，圣萨尔瓦多有至少200套房屋被暴雨引发的洪灾淹没，还有15个农场被淹。气旋没有造成人员丧生，具体损失数额缺乏统计和记载。

## 气象历史
9月11日，一股东风波离开非洲西海岸进入大西洋。向西行进五天后，东风波于9月16日进入加勒比海。天气系统内对流的覆盖范围和强度都稳步增长，到9月19日时已抵达加勒比海西南部。卫星图像及地面观测数据表明，第九号热带低气压于协调世界时9月19日下午18点在圣安德烈斯岛西北偏北方向约80公里海域成型。
气旋内起初有两个环流中心，一个位于哥斯达黎加以东，另一个位于尼加拉瓜卡贝萨斯港东侧。由于环流北侧的雷暴活动更加激烈且持久，气象机构的公告起初也主要针对卡贝萨斯港以东的中心发布。部分计算机模型预测热带低气压会登陆尼加拉瓜，并在36小时内进入东太平洋。但另一些计算机模型认为气旋会分裂成两个天气系统，其中北侧的中心会进入坎佩切湾，南面的中心会向西经哥斯达黎加进入太平洋，同时逐渐增强成“强烈的热带气旋”。虽然风速还在热带低气压范围内，但气旋的上层外围已呈圆形，表明系统已经发展得更加“成熟”。
9月20日凌晨0点，第九号热带低气压以风力时速55公里强度从尼加拉瓜卡贝萨斯港附近登陆，气象机构马上预测气旋会开始减弱。三小时后，美国国家飓风中心发布最后一份公告，宣布气旋的深层对流在中美洲山区的影响下已大幅消退，下层环流已经难以辨别。气象部门还指出，如果残余环流在之后几天内进入东太平洋，气旋有可能再生。最终残留东风波进入太平洋，与其他因素共同影响，在9月21日催生出飓风朱丽叶。

## 防灾措施和影响
热带低气压成型后，尼加拉瓜的布卢菲尔兹至伯利兹的丹格里加收到热带风暴观察预警，之后在气旋登陆时中止。萨尔瓦多有关部门建议居民避开河流，免受洪灾威胁，但没有发布强制撤离令。尼加拉瓜因狂风暴雨威胁发布绿色预警，直到9月21日才停止生效，该国有三名儿童被倒塌的树木砸伤。陆地上测得的最高风速和最低气压都来自尼加拉瓜卡贝萨斯港，分别达到每小时50公里和1006毫巴（百帕，29.7英寸汞柱）。布卢菲尔兹共测得46毫米降水，估计山区降雨量高达150毫米。
气旋在萨尔瓦多产生的暴雨有利于缓解当地旱情，但圣萨尔瓦多有约200套位于河流沿线的民宅被淹。洪水还导致15座农场被淹，其中五个毁于一旦。风暴过去后，当地红十字会和军方将70人转送到避难所，军方于9月22日快速出动，协助灾后清理工作。整场风暴没有造成人员丧生，经过中美洲期间的破坏和损失数额缺乏统计和记载。